# Timkó Imre (főpap)
Timkó Imre (Budapest, 1920. augusztus 13. – Nyíregyháza, 1988. március 30.) görögkatolikus pap, a Hajdúdorogi egyházmegye harmadik püspöke, egyházi író.

## Pályafutása
Gimnáziumi tanulmányai után 1938-ban belépett a bencés rendbe. Teológiai tanulmányait a római Szent Anzelm Pápai Egyetemen, majd pedig a Pázmány Péter Tudományegyetem Hittudományi Karán végezte 1940–1945 között. Dudás Miklós püspök szentelte pappá Nyíregyházán 1945. december 9-én.
1945–1948 között Budapesten görögkatolikus egyetemi és főiskolai lelkész. 1948-ban a Hittudományi Karon teológiai doktori fokozatot szerzett. 1948–1952 között a Hittudományi Karon a keleti teológia lektora, 1952–1957 között magántanára, 1957–1959-ben tanárhelyettese, 1959–1975 között az ókeresztény egyház- és dogmatörténet tanszékvezető tanára. 1962-ben a magyar delegáció tagjaként részt vett a Második vatikáni zsinat első ülésszakán. Ekkor Kiss János néven a magyar hírszerzés ügynöke volt.
1966-tól a Hajdúdorogi egyházmegye székeskáptalanjának kanonokja. 1969-től a Hajdúdorogi egyházmegye Szórványhelynökségének püspöki helynöke. 1972-ben, Dudás Miklós püspök halála után a Hajdúdorogi egyházmegye és a Miskolci apostoli exarchátus káptalani helynöke.

### Püspöki pályafutása
VI. Pál pápa 1975. január 10-én hajdúdorogi püspökké és miskolci apostoli adminisztrátorrá nevezte ki. 1975. február 8-án Szegedi Joachim kőrösi püspök szentelte püspökké Ijjas József kalocsai és Bánk József egri érsek közreműködésével. Ugyanaznap délután Timkó Imre szentelte püspökké dr. Keresztes Szilárdot, akit a Szentszék segédpüspökévé nevezett ki. Püspöki jelmondata: Katholiké – Oikumené, mellyel az ökumenizmus iránti elkötelezettségét kívánta kifejezni. Aktívan vett részt a Katolikus Egyház és a Magyarországi Egyházak Ökumenikus Tanácsa közötti első hivatalos találkozó előkészítésében és a magyarországi ökumenikus mozgalom munkájában.
Püspöki szolgálatának kiemelkedő eredménye a nyíregyházi Papnevelő Intézet és Hittudományi Főiskola (ma Szent Atanáz Görögkatolikus Hittudományi Főiskola) infrastrukturális fejlesztése és az oktatás megújítása, az egyházmegyei könyvtár bővítése és ószláv nyelvű kincseinek tudományos igényű feltárása, valamint az egyházművészeti gyűjtemény alapjainak megteremtése. Elődjének törekvéseit folytatva új egyházközségek alapításával fejlesztette a görögkatolikus szórványt.
1955-től haláláig Kiss János néven az államvédelem ügynöke volt.
1988. március 30-án, nagyszerdán halt meg. A máriapócsi kegytemplom kriptájában nyugszik.

## Művei
- Keleti kereszténység, keleti egyházak, Budapest, 1971
- (szerk.) A Hajdúdorogi Bizánci Katolikus Egyházmegye jubileumi emlékkönyve (1912–1987), Nyíregyháza, 1987
- Unierte Ostchristen in Ungarn, in: Theologisch-praktische Quartalschrift 117/3. (1969) 223.
- Mária mennybevitele a keleti kereszténységben, in: Vigilia 17/01-12. (1952) 394.
- A római és a bizánci ókeresztény egyházművészet kapcsolatai, in: Vigilia 26/05. (1961) 269.
- Természetes és természetfeletti a keresztény történelemszemléletben, in: Vigilia 28/01-12. (1963) 11.
- Az "oikumené", in: Vigilia 29/9. (1964) 533.
- A latin- és görög-szertartású kereszténység együttélése Szent István uralkodásának idejében (XI. sz.), in: Vigilia 35/11. (1970) 727.
- A honfoglaló magyarok és a bizánci kereszténység (IX-X. század), in: Vigilia 35/10. (1970)  659.
- A vándorló magyarság kapcsolatai a keleti kereszténységgel a honfoglalás előtt (V-IX. század), in: Vigilia 35/8. (1970) 507.